# بيتر ويلر (مقدم تلفزيوني)
بيتر ويلر (بالإنجليزية: Peter Wheeler)‏ هو مقدم تلفزيوني بريطاني، ولد في 1934 في إنجلترا في المملكة المتحدة، وتوفي في 18 مايو 2010.